# ألبرتو غاليغو
ألبرتو غاليغو (بالإسبانية: Alberto Gallego)‏ هو دراج إسباني، ولد في 25 نوفمبر 1990 في دون بينيتو في إسبانيا.

## وصلات خارجية
- ألبرتو غاليغو على موقع الاتحاد الدولي للدراجات (الإنجليزية)
- ألبرتو غاليغو على موقع أرشيف الدراجات (الإنجليزية)
- ألبرتو غاليغو على موقع إحصائيات الدراجات الإحترافية (الإنجليزية)
- ألبرتو غاليغو على موقع نسبة الدراجات (الإنجليزية)